# Barakanahalu, Chiknayakanhalli
Barakanahalu là một làng thuộc tehsil Chiknayakanhalli, huyện Tumkur, bang Karnataka, Ấn Độ.